# Macrocentrus sichuanensis
Macrocentrus sichuanensis är en stekelart som beskrevs av He 1997. Macrocentrus sichuanensis ingår i släktet Macrocentrus och familjen bracksteklar. Inga underarter finns listade i Catalogue of Life.